# Park Nad Wartą w Poznaniu
Park Nad Wartą – park położony w Poznaniu, w jednostce obszarowej SIM Osiedle Piastowskie na Ratajach, na terenie jednostki pomocniczej Osiedle Rataje, przy Osiedlu Piastowskim, wzdłuż wschodniego brzegu Warty, w ramach południowego klina zieleni.

## Historia
Park, założony na przełomie lat 50. i 60. XX wieku, rozciąga się południkowo między terenami osiedla a terasami nadwarciańskimi, w które przechodzi. Jest popularnym terenem rekreacyjnym dla mieszkańców osiedli ratajskich. Zlokalizowano tutaj korty tenisowe, kręgielnię, baseny odkryte oraz liczne przystanie kajakowe (m.in. KS Posnania, Polonia Poznań, KS Warta Poznań, Stomil Poznań, KS Energetyk Poznań, AZS Poznań). Inne przystanie znajdują się przy drugim (zachodnim) brzegu rzeki. Efektowna jest okazała aleja kasztanowa, a także okazy wierzb białych, wierzb kruchych i topoli. W centrum parku istnieje staw, w okresie PRL wykorzystywany przez akwarystów do połowu dafni.
W rejonie wschodniego przyczółka mostu Królowej Jadwigi istniała betonowa makieta osiedli ratajskich, zburzona z nieznanych przyczyn w końcu lat 90. XX wieku.

## Galeria zdjęć

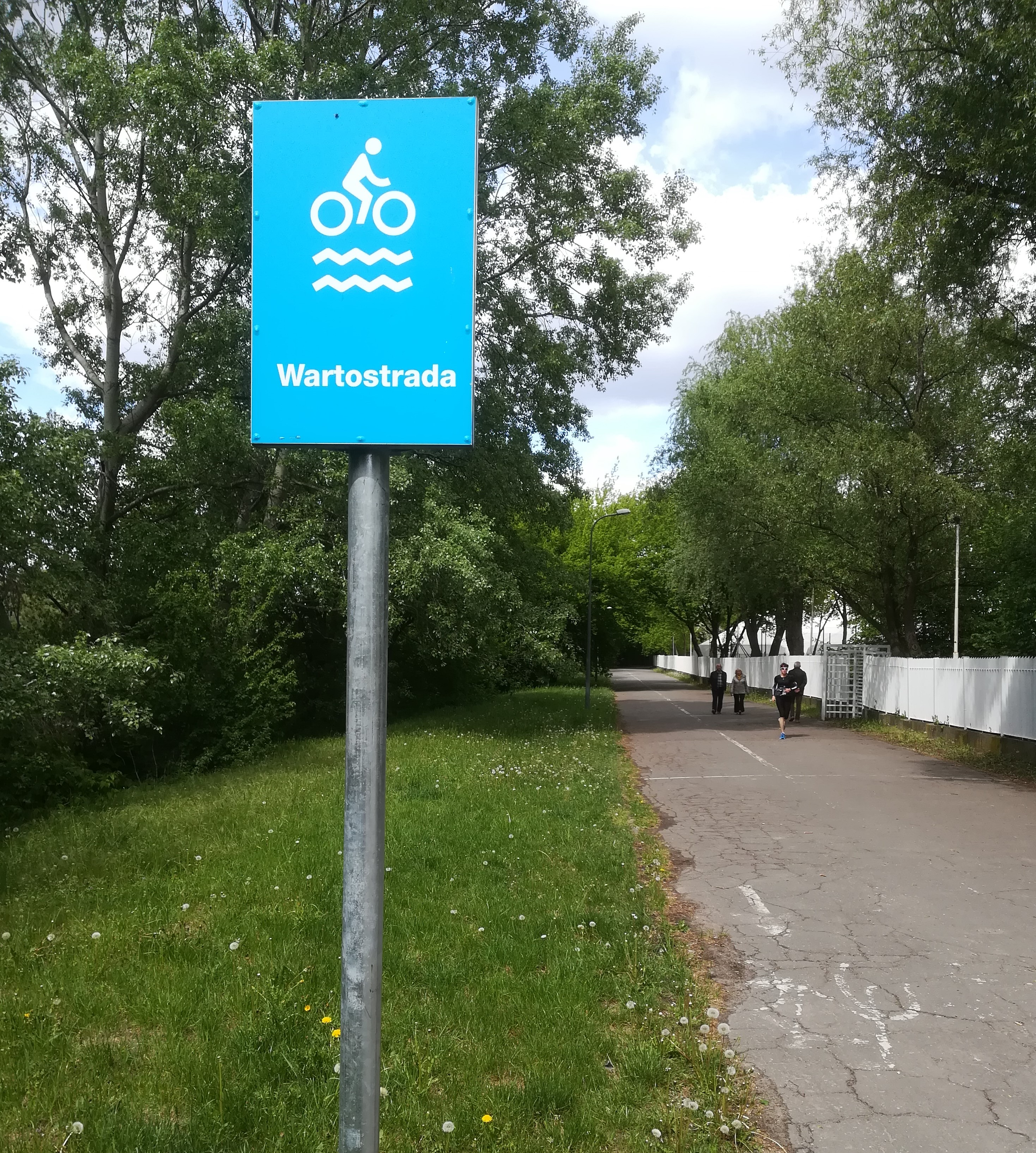
Wartostrada w okolicy kortów tenisowych POSiRu i mostu Przemysła I (maj 2019)
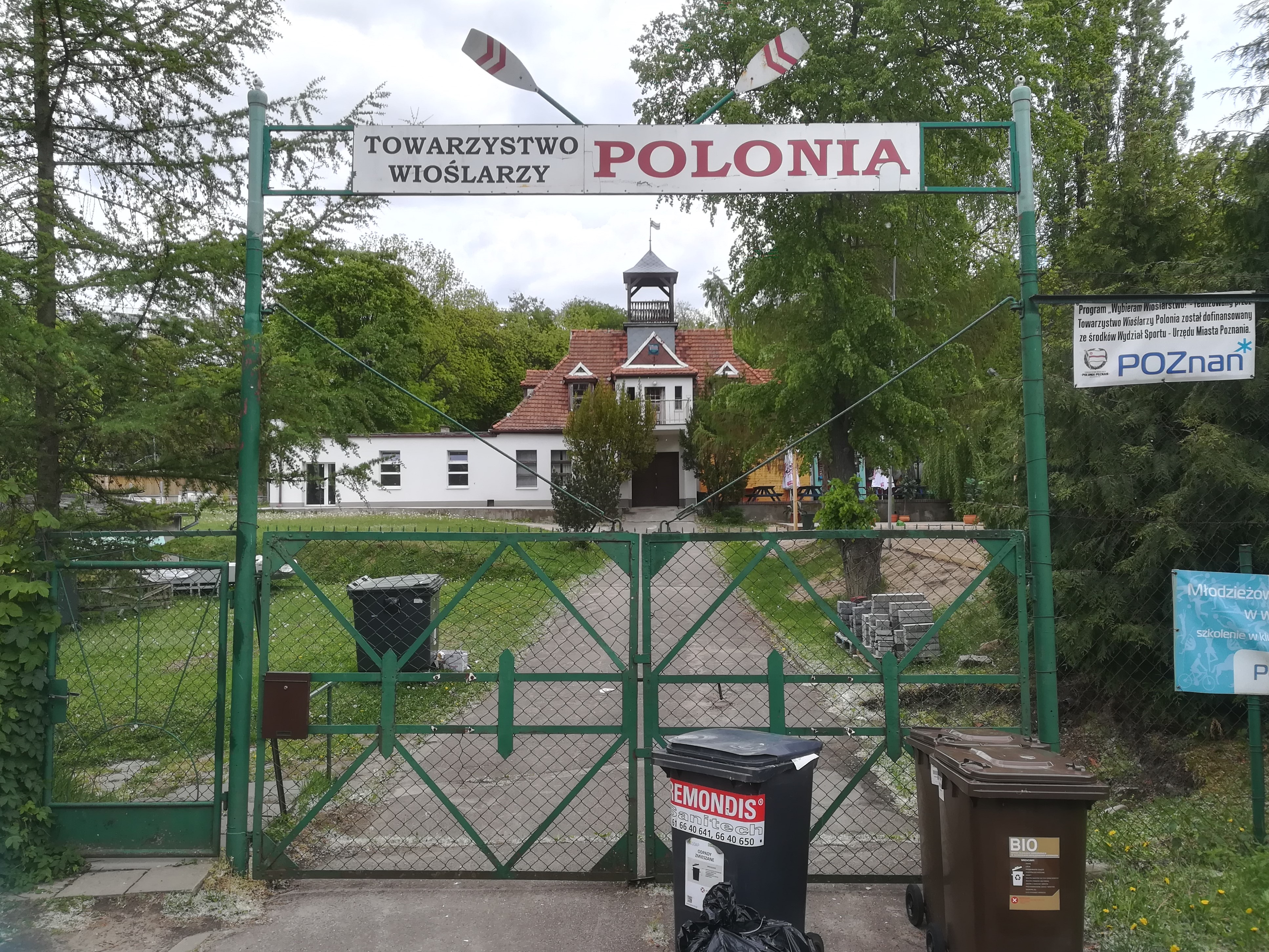
Brama wjazdowa do siedziby Towarzystwa Wioślarskiego Polonia (maj 2019)
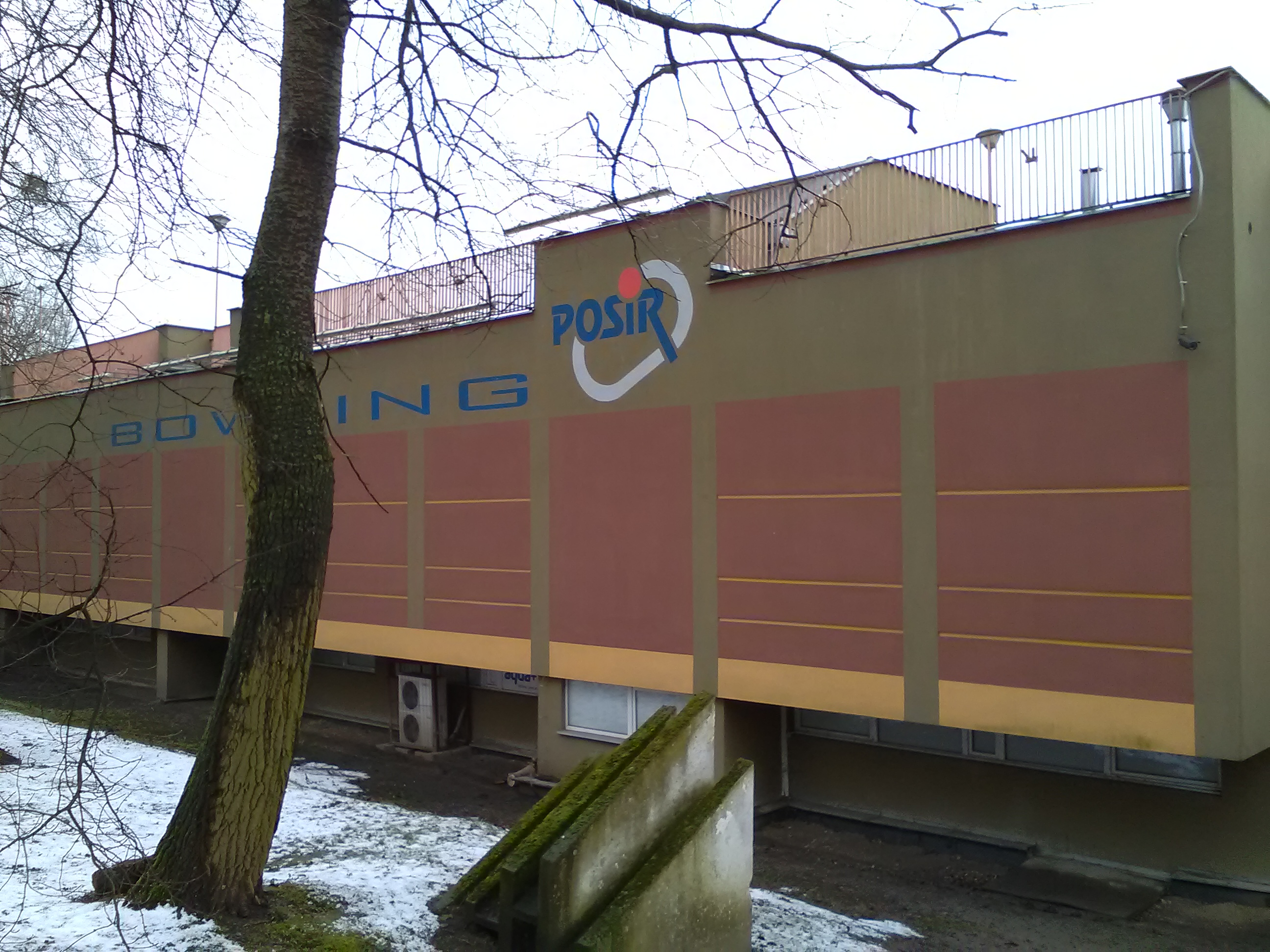
Bowling POSiR (kręgielnia) (styczeń 2018)
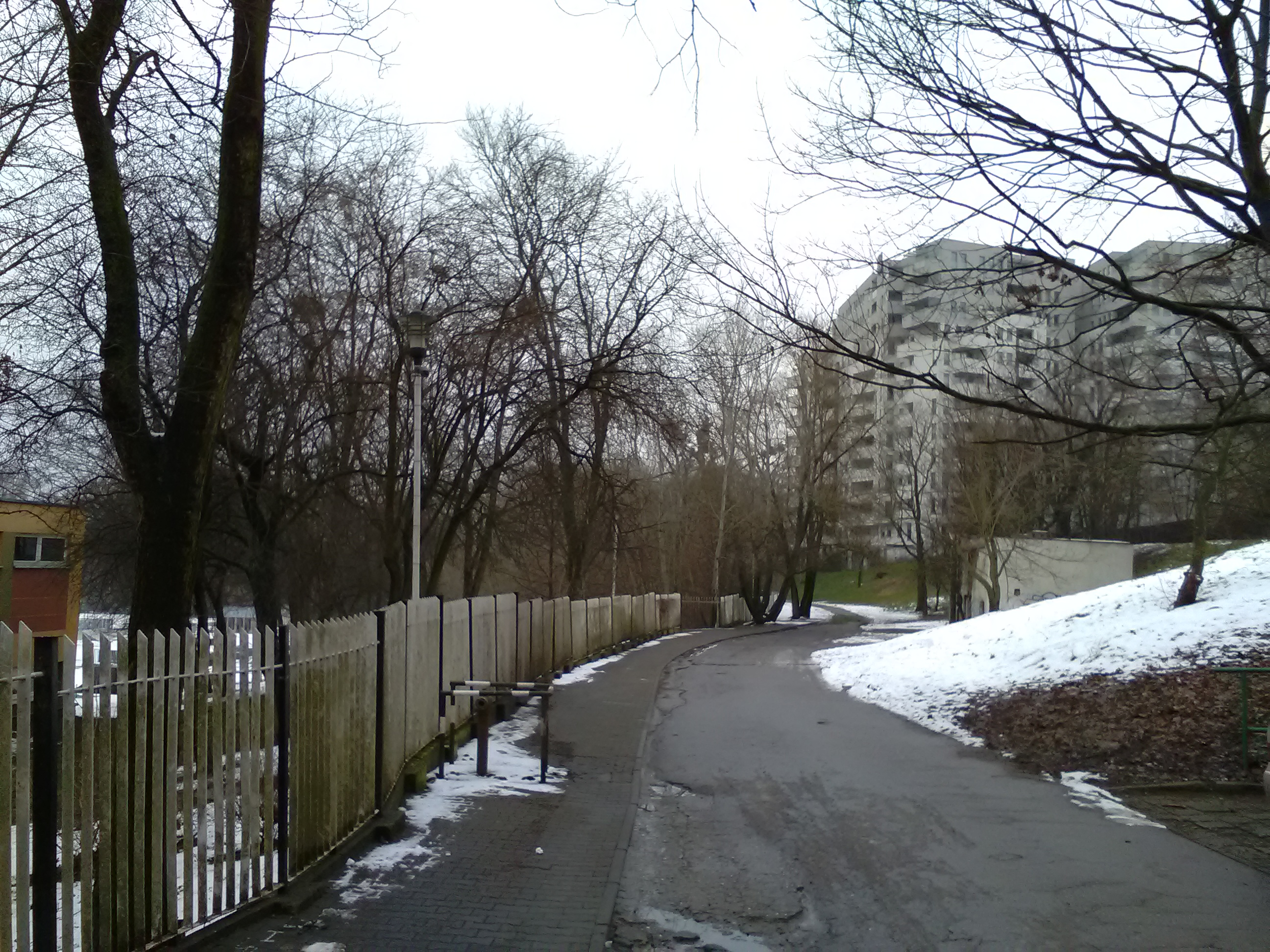
Jedna z alei parkowych w pobliżu POSiR-u, w głębi Apartamentowiec Pelikan na osiedlu Piastowskim (styczeń 2018)
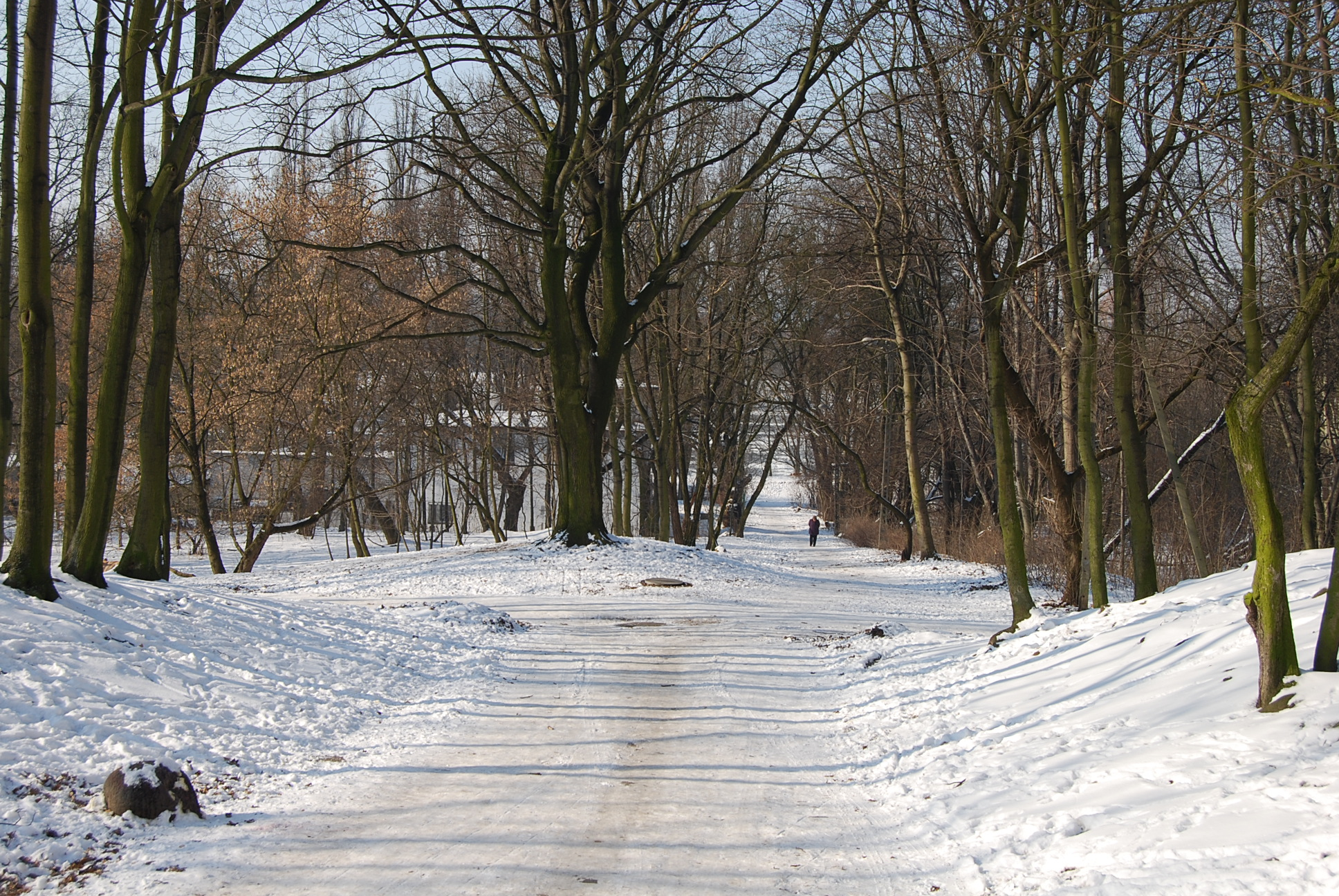
Park zimą, ulica Obrzyca – zejście nad Wartę (marzec 2011)
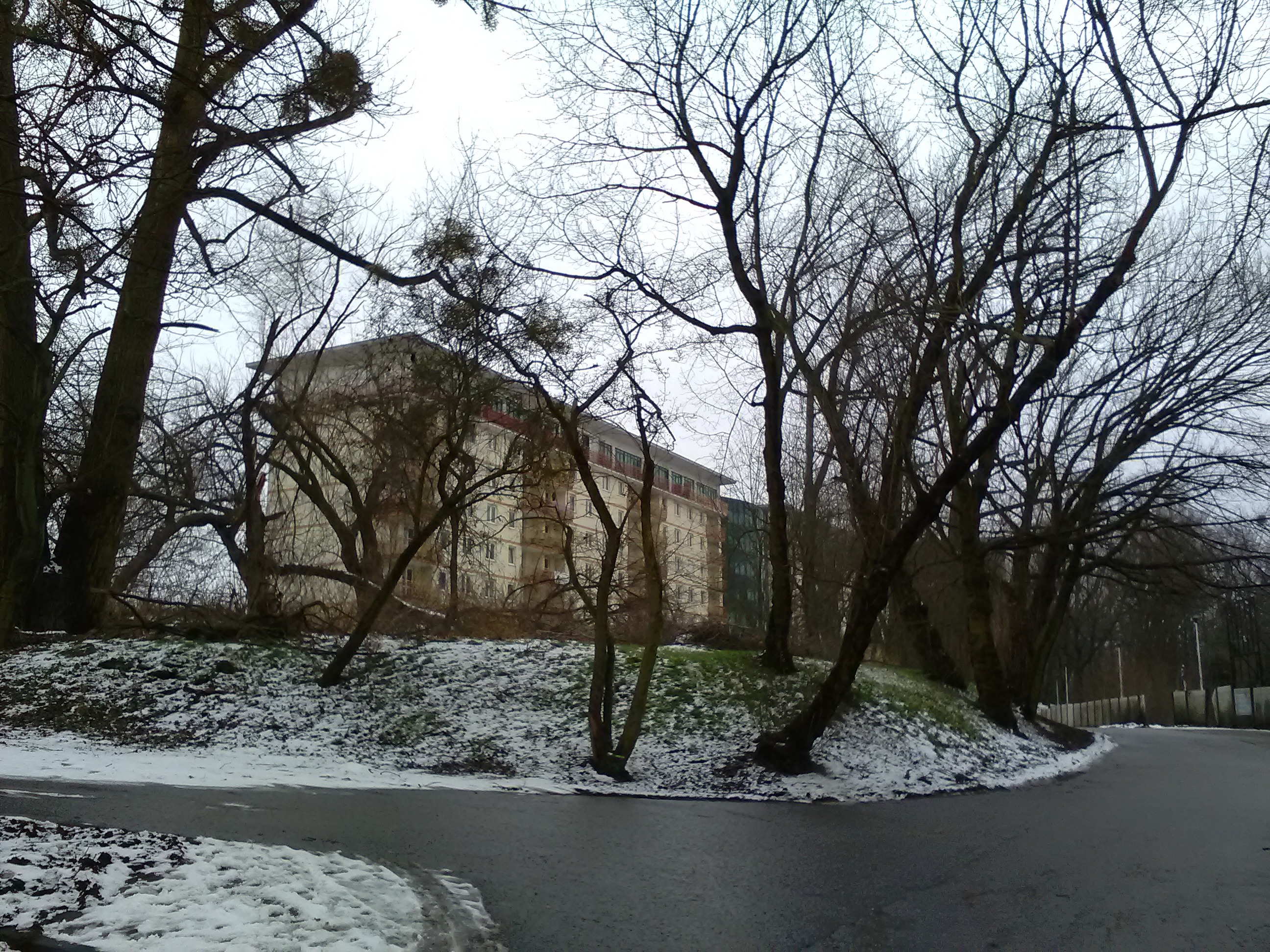
Park Nad Wartą, blisko POSiR-u w tle budynek mieszkalny przy ulicy Rataje (styczeń 2018)
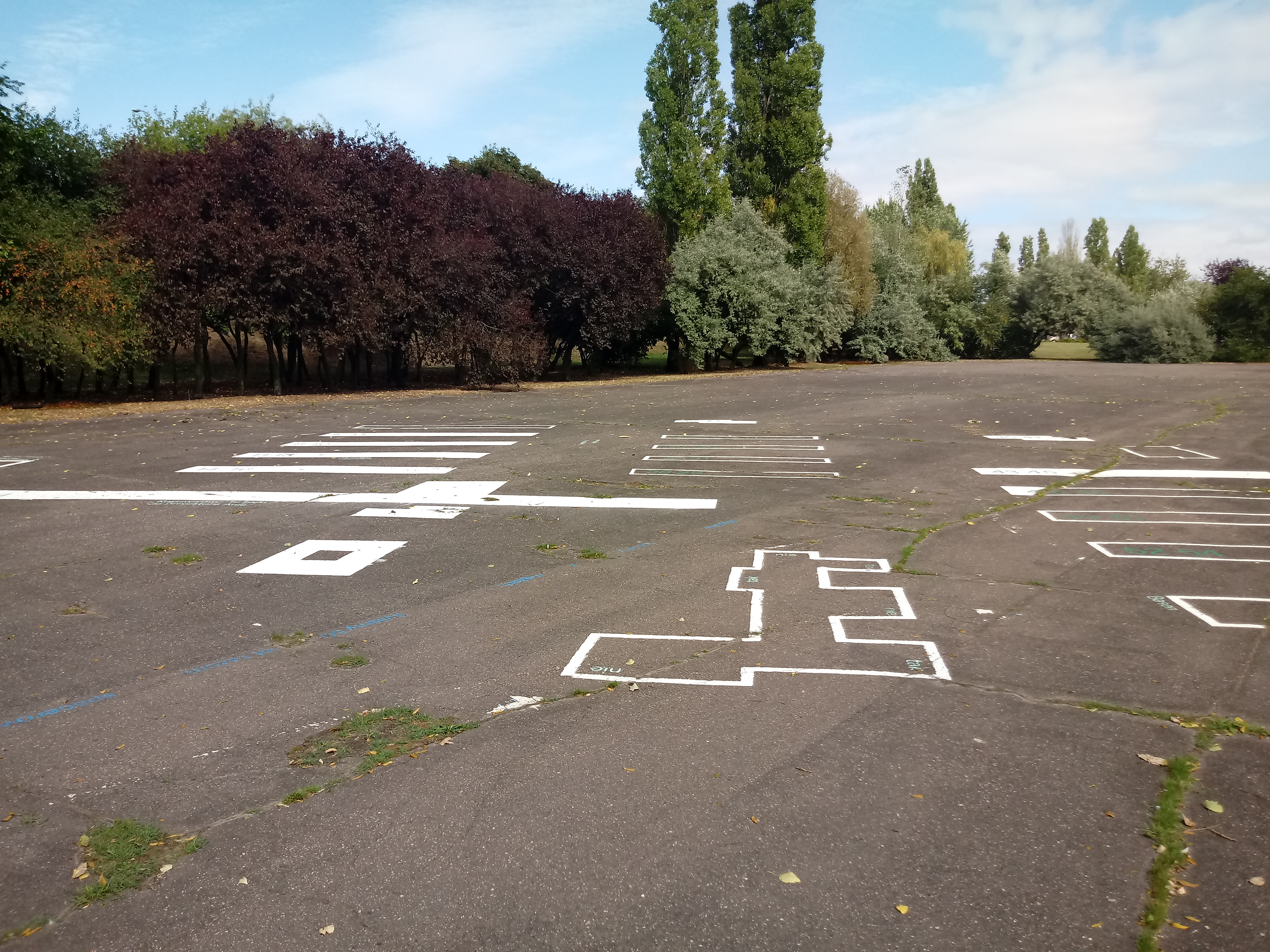
Makieta Rataj (sierpień 2018)